# Epiplema alabastraria
Epiplema alabastraria är en fjärilsart som beskrevs av W. Warren 1903. Epiplema alabastraria ingår i släktet Epiplema och familjen Uraniidae. Inga underarter finns listade i Catalogue of Life.